# Nikiasz (strateg)
Nikiasz (Νικίας trb. Nikias trl. Nikíáś; ur. przed 469 p.n.e., zm. 413 p.n.e.) – wódz i polityk ateński okresu wojny peloponeskiej.
Słynął z wielkiej religijności i bogactwa, którego dorobił się wynajmując niewolników do pracy w kopalniach srebra.
Po śmierci Peryklesa przywódca obozu umiarkowanego i kontynuator jego defensywnej doktryny wojennej. Przeciwnik polityczny radykała Kleona. Stał na czele rolników i kupców, dla których wojna peloponeska i zamknięcie za murami Aten oznaczały ruinę majątkową. Po jego śmierci doprowadził do zawarcia pokoju ze Spartą (pokój Nikiasza 421 p.n.e.).
Pomimo sprzeciwu Nikiasza wobec planów opanowania Syrakuz został wybrany wraz z Alkibiadesem i Lamachosem na wodza wyprawy sycylijskiej. Było to największe przedsięwzięcie militarne Aten podczas całej wojny peloponeskiej. Po ucieczce Alkibiadesa, a później po śmierci Lamachosa, został jedynym dowódcą. Jego niezdecydowanie i przesądność uniemożliwiły ewakuację armii ateńskiej z Sycylii (413 p.n.e.). Ateńczycy zostali okrążeni na lądzie i morzu. Schorowany Nikiasz usiłował przedrzeć się drogą lądową do najbliższego sojuszniczego miasta. W drodze wojsko zostało zmasakrowane, a sam Nikiasz dostał się do niewoli, gdzie został zamordowany przez Syrakuzan.